# Caledoniscincus cryptos
Caledoniscincus cryptos — вид сцинкоподібних ящірок родини сцинкових (Scincidae). Ендемік Нової Каледонії.

## Поширення і екологія
Caledoniscincus cryptos відомі з типової місцевості, розташованої в горах Центрального хребта Нової Каледонії на північ від Ла-Фоа, на висоті 500 м над рівнем моря. Вони живуть у вологих тропічних лісах. Ведіть денний, наземний спосіб життя, ховаються в лісовій підстилці, гріються і шукають їжу на сонячних галявинах.